# Teorema Jacobson-Bourbaki
În algebră teorema Jacobson–Bourbaki este utilizată pentru a extinde teoria lui Galois a extinderilor de domeniu care nu trebuie să fie separate. Aceasta a fost introdusă de Nathan Jacobson în 1944 pentru câmpurile comutative și extinsă la domenii necomutative de Jacobson și Cartan în 1947, care au popularizat rezultatul muncii nepublicate a lui Nicolas Bourbaki. Extinderea teoriei lui Galois la extinderile normale se numește corespondența Jacobson–Bourbaki, care înlocuiește corespondența dintre unele subdomenii ale unui domeniu și a unor subgrupuri ale unui grup Galois de o corespondență între niște inele cu diviziune sau un inel cu diviziune și unele subalgebre ale unei algebre.
Teorema Jacobson–Bourbaki implică atât corespondența obișnuită Galois pentru subdomenii a unei extinderi Galois, cât și corespondența Galois pentru subdomenii a unei extinderi pur inseparabile, de exponent cel mult 1 a lui Jacobson.

## Afirmație
Se presupune că L este un inel cu diviziune. Teorema Jacobson–Bourbaki afirmă că există o corespondență naturală de 1 : 1 între:
- Inele cu diviziune K în L de indice finit n (cu alte cuvinte, L este un spațiu vectorial stânga finit n-dimensional peste K)
- Unital K - algebre de dimensiune finită n (ca spații K - vectoriale) conținute în inelul de endomorfism ale grupului aditiv K.

Subinelul cu diviziune și subalgebra corespunzătoare sunt comutante reciproc.
Jacobson (1956, Chapter 7.2)  a dat o extindere pentru inelele subdiviziune care ar putea avea indicele infinit, care corespund subalgebrelor închise în topologia finită.